# Wat Chedi Luang
Localização: 18° 47′ 13″ N, 98° 59′ 11″ L

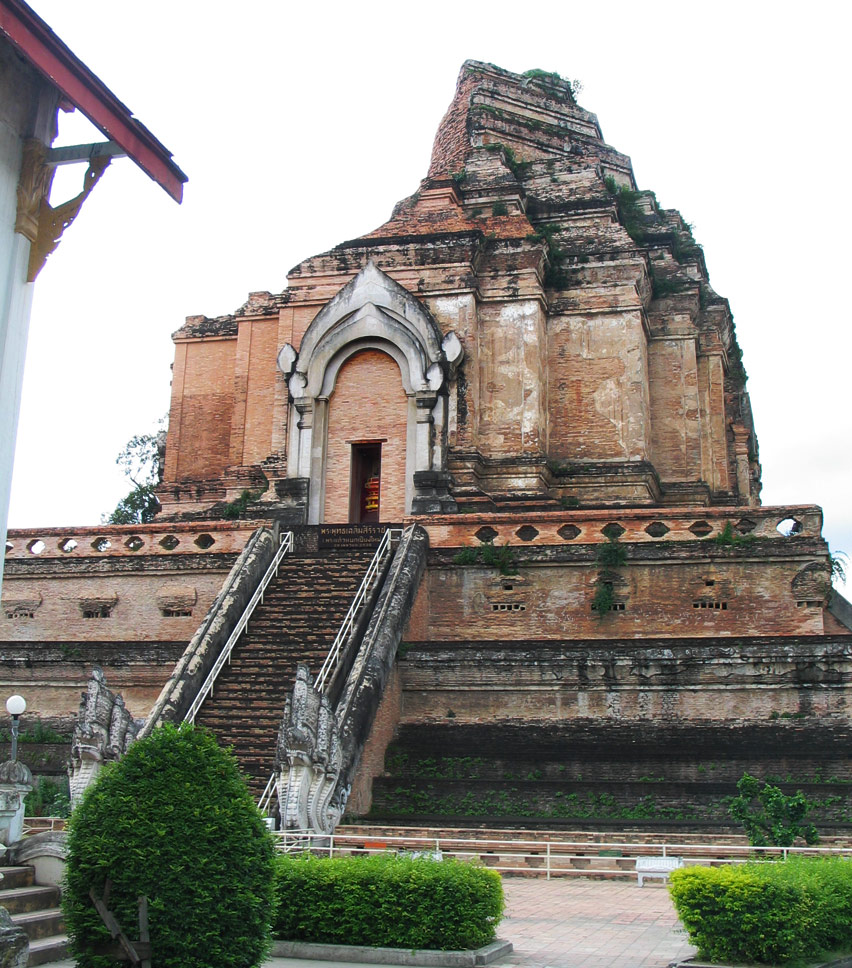
Chedi Luang, em 2004

Wat Chedi Luang é um tempo budista localizado no centro histórico de Chiang Mai, na Tailândia. O espaço agora ocupado pelo tempo era originalmente composto por três templos: Wat Chedi Luang, Wat Ho Tham e Wat Sukmin.

## História
A construção do tempo foi iniciada no século XIV, quando o rei Saen Muang Ma planeou enterrar as cinzas de seu pai nesse local. Ficou inacabado após dez anos de construção. Foi mais tarde recomeçada a construção pela viúva do rei.